# Pilocrocis coptobasis
Pilocrocis coptobasis là một loài bướm đêm trong họ Crambidae.